# Organització de Joves Pioners Ho Chi Minh
L'Organització de Joves Pioners Ho Chi Minh (en vietnamita: Đội Thiếu niên Tiền phong Hồ Chí Minh) és una organització juvenil comunista que funciona al Vietnam i deu el seu nom a l'anterior president de Vietnam del Nord Ho Chi Minh. Funciona com una part constituent del Partit Comunista del Vietnam i tenia aproximadament uns 12 milions de membres en el 2009. L'organització va ser fundada pel partit comunista del Vietnam en el mes de maig de 1941 en la comuna de Truong, en el districte de Ha Quang, el la província de Cao Bang. L'organització és instruïda i guiada per la Unió de Joves Comunistes Ho Chi Minh. Per formar part del Partit Comunista del Vietnam, cal haver format part prèviament de la Unió de Joves Comunistes, per ser membre de les joventuts comunistes, cal haver format part prèviament del moviment dels joves pioners. El lema dels pioners és el següent: "Pels ideals del socialisme i pel llegat del oncle Ho: Estem preparats!".